# Olaus Andreæ Angermannus
Olaus Andreæ Angermannus, född ca 1522 i Sidensjö, död 10 april 1607 i Mora, var en svensk kyrkoman och riksdagsman. Han är stamfader för släkten Boëthius.

## Biografi
Olaus Andreæ Angermannus far herr Anders var den förste lutherske kyrkoherden i Sidensjö, och enligt äldre overifierbara uppgifter hade modern varit nunna i Sankta Klara kloster i Stockholm. Olaus Andreæ var 1550 kyrkoherde i Västerfärnebo socken, men 1574 bytte han och Ericus Ingevaldi Sewallius till följd av stiderna kring Johan III:s liturgi tjänst varmed han fick samma post i Mora socken. Biskopen förmådde dock Olaus Andreæ att två år senare underteckna den nya liturgin. 1593 bevistade han Uppsala möte.
Olaus Andreæ Angermannus var fullmäktig vid riksdagarna 1590 och 1594.
Han var gift med Elsa Nilsdotter, dotter till bergsmannen Nils Hansson (Stjärna) på Främsbacka vid Kopparberget och Gertrud Knutsdotter (Svinhuvud). Han skall efter hennes död, enligt äldre uppgifter, ha blivit omgift med Kerstin, vilket dock inte kan beläggas i samtida källor. 